# Annie Pankowski
Anne „Annie“ Pankowski (* 4. November 1994 in Laguna Hills, Kalifornien) ist eine US-amerikanische Eishockeyspielerin, die seit 2019 bei Promotions-Spielen für die Professional Women’s Hockey Players Association (PWHPA) spielt. Pankowski gehört seit dem Jahr 2013 der Frauen-Eishockeynationalmannschaft der Vereinigten Staaten an und ist dreifache Weltmeisterin.

## Karriere
Die im kalifornischen Laguna Hills geborne Pankowski spielte im Jugendalter zwischen 2008 und 2010 für die Mädchenmannschaft der Anaheim Junior Lady Ducks. Anschließend wechselte sie im Sommer 2010 in die North American Hockey Academy, für deren Ausbildungsmannschaften sie insgesamt vier Jahre lang aktiv war. Während der Zeit an der Akademie wurde die Stürmerin im Jahr 2012 vom US-amerikanischen Eishockeyverband USA Hockey in die U18-Auswahlmannschaft berufen, mit der sie an der U18-Frauen-Weltmeisterschaft 2012 in Tschechien teilnahm. Dort gewann sie mit der Mannschaft die Silbermedaille und beendete das Turnier hinter ihrer Teamkollegin Haley Skarupa auf dem zweiten Rang der Scorerwertung.
Ihr Debüt in der A-Nationalmannschaft gab Pankowski im Rahmen des 4 Nations Cup 2013. Das Turnier gewann sie mit der Nationalmannschaft in den Jahren 2016, 2017 und 2018. Darüber hinaus sicherte sie sich bei den Weltmeisterschaften 2015 und 2016 die Goldmedaille. Ähnlich erfolgreich blieb Pankowski auch auf nationaler Ebene, wo sie zwischen 2014 und 2019 mit der University of Wisconsin–Madison viermal den Meistertitel der Western Collegiate Hockey Association, einer Division im Spielbetrieb der National Collegiate Athletic Association, gewann. In der Saison 2017/18 hatte sie dabei mit dem College ausgesetzt, um sich im Verband USA Hockey intensiv auf die Olympischen Winterspiele 2018 in Pyeongchang vorzubereiten. Letztlich wurde sie aber nicht für das olympische Turnier nominiert.
Zum Abschluss ihrer Collegekarriere, in der die Angreiferin zahlreiche individuelle Auszeichnungen erhielt und im Jahr 2018 im Draft der National Women’s Hockey League an erster Position ausgewählt worden war, gewann sie mit den Wisconsin Badgers im Frühjahr 2019 die nationale Collegemeisterschaft der NCAA. Im Anschluss nahm sie an der Weltmeisterschaft 2019 teil. Dort erzielte sie im Finalspiel, das die Vereinigten Staaten mit 2:1 gegen Gastgeber Finnland gewannen, sowohl das zwischenzeitliche 1:0 als auch den entscheidenden Treffer im Penaltyschießen.
In Reaktion auf die Auflösung der Canadian Women’s Hockey League schloss Pankowski sich 2019 der Boykottbewegung ehemaliger Spielerinnen der CWHL an und trat der Professional Women’s Hockey Players Association bei. Diese setzt sich für eine professionelle Fraueneishockeyliga mit gerechten Löhnen und Krankenversicherungen sowie für die Nachwuchsförderung ein. Für diese geht sie seither bei Promotions-Spielen im Rahmen der Dream Gap Tour aufs Eis.

## Erfolge und Auszeichnungen
| - 2015 WCHA-Meisterschaft mit der University of Wisconsin–Madison - 2015 WCHA Rookie of the Year - 2015 WCHA Second All-Star-Team - 2015 WCHA All-Rookie-Team - 2016 WCHA-Meisterschaft mit der University of Wisconsin–Madison - 2016 WCHA All-Academic-Team | - 2017 WCHA-Meisterschaft mit der University of Wisconsin–Madison - 2017 WCHA First All-Star-Team - 2017 NCAA Second All-American Team - 2019 WCHA-Meisterschaft mit der University of Wisconsin–Madison - 2019 NCAA-Division-I-Championship mit der University of Wisconsin–Madison |

### International
- 2012 Silbermedaille bei der U18-Frauen-Weltmeisterschaft
- 2015 Goldmedaille bei der Weltmeisterschaft
- 2016 Goldmedaille bei der Weltmeisterschaft
- 2019 Goldmedaille bei der Weltmeisterschaft

## Karrierestatistik
Stand: Ende der Saison 2018/19

### International
Vertrat die USA bei:
- U18-Frauen-Weltmeisterschaft 2012
- Weltmeisterschaft 2015
- Weltmeisterschaft 2016
- Weltmeisterschaft 2019

(Legende zur Spielerstatistik: Sp oder GP = absolvierte Spiele; T oder G = erzielte Tore; V oder A = erzielte Assists; Pkt oder Pts = erzielte Scorerpunkte; SM oder PIM = erhaltene Strafminuten; +/− = Plus/Minus-Bilanz; PP = erzielte Überzahltore; SH = erzielte Unterzahltore; GW = erzielte Siegtore; 1 Play-downs/Relegation; Kursiv: Statistik nicht vollständig)